# 해군정보국
해군정보국(ONI, Office of Naval Intelligence)은 미국 해군의 정보국이다.

## 역사
1882년에 창설되었다. 규모는 3천명으로, 한국 기무사와 동일하다. 사령관은 해군 소장이다.

## 대한민국
1945년 1월, 하버드대와 예일대 등에서 강의했던 함용준 박사가 전략사무국 한국그룹(OSS Korea Group) 지휘관으로 선발되었다. OSS는 1월에 미국에 귀화시키고 3월에 해군 대위 계급장을 달아주었으며, 미 해군정보국(ONI)에서 정보훈련을 받았으며 OSS에서 특수훈련을 받았다. 훈련은 캘리포니아주 뉴포트 해안에 있는 ‘서해안 훈련센터’에서 1945년 3월부터 약 2개월간 실시됐다. OSS 한국그룹은 지휘관 함용준 대위 외에 9명의 재미교포가 선발되었으며, 주로 30-40대였다.
1996년 로버트 김 사건으로 유명해졌다. 해군 정보국(ONI)의 정보분석가였던 로버트 김은 기밀 유출 혐의로 체포되어 징역 9년에 보호관찰 3년을 선고받았다.

## 관련보도
미 해군 정보국(ONI)의 정보분석가였던 조너선 폴라드는 1985년 11월, 미국의 중동관련 첩보활동에 대한 자료 사본을 이스라엘에 넘긴 혐의로 체포돼 종신형을 선고 받았다.